# Museu Pitt-Rivers
El Museu Pitt Rivers és un museu que exposa les col·leccions arqueològiques i antropològiques de la Universitat d'Oxford. Està ubicat a l'est del Museu d'Història Natural de la Universitat d'Oxford i només pot accedir-se a ell a través d'aquest edifici.
Va ser fundat el 1884 pel general Augustus Pitt Rivers, qui va donar la seva col·lecció a la Universitat d'Oxford amb la condició que fos anomenat un «lecturer» permanent en Antropologia. L'equip del museu participa en l'ensenyament de l'Arqueologia i l'Antropologia a la Universitat d'Oxford fins al dia d'avui.

## Col·lecció
La donació original consistia en aproximadament 20.000 objectes, col·lecció que actualment ha crescut fins a reunir-ne 500.000, molts dels quals han estat donats per viatgers, acadèmics i missioners.
La col·lecció del museu està ordenada temàticament, segons la forma en què van ser usats els objectes, més que per la seva època o lloc d'origen. Aquesta presentació és deguda a les teories del general Pitt Rivers, qui va intentar que la seva col·lecció mostrés el progrés en el disseny i l'evolució en la cultura humana des del més simple fins lo més complex. Encara que aquest enfocament evolucionista sobre la cultura material no és el més acceptat a l'Arqueologia o l'Antropologia, el museu ha preservat la seva organització original. Així, l'exposició de molts exemples d'un tipus particular d'eina o artefacte, que mostren les variacions històriques i regionals, és una característica inusual i distintiva d'aquest museu.